# Robert Dauphin
Robert Dauphin (Saint-Malo, 5 febbraio 1905 – 18 luglio 1961) è stato un calciatore francese, di ruolo centrocampista.